# Шир (Середзем'я)
Шир (англ. The Shire, дос. «уділ», «край»), варіанти перекладу Гобітшир, Гобітанія, Уділ, Край — у повісті Дж. Р. Р. Толкіна «Гобіт або Туди й Назад», романі «Володар Перснів» маленька країна гобітів у краї Еріадор, автономія у складі королівства Арнор.
На вестроні країна має назву «Суза» та «Сузат» (англ. Sûza, Sûzat — «уділ»), на синдарині назва Ширу «і-Дранне» (і-Dranne).

## Виникнення ідеї
На мапах Толкіна Шир розташований майже там само, де й Англія на сучасних мапах Європи і є прикладом «безтурботної Англії». По всій розповіді Толкін розподілив більшість точок доторку між ними, аж до погоди, сільського господарства та діалектів мови.
Зокрема, центральна частина Ширу відповідає Західному Мідлендсу в Англії, до якого входять Вустершир (де Толкін розташував свій «дім», оскільки сім'я його матері походила з Івшема), Шропшир, Варвікшир, Херфордшир, та Стаффордшир. Північна Чверть з її сильними снігопадами могла б відповідати Йоркширу чи Озерному краєві, а Південна Чверть розташована настільки південніше, що в ній робили вино та вирощували тютюн («люлькове зілля»). Селище Гобітон розташоване на тій самій широті, що й Оксфорд, де Толкін жив і викладав у Оксфордському університеті.
Назва «Шир» нагадує про книгу Теренса Уайта «Я увесь в Англії» (англ. England Have My Bones), де Уайт говорить про те що він живе у «Ширі» з великої літери «Ш».
Індустріалізація Шира базується на дитячому спогаді Толкіна про появу на вустерширській глибинці численних підприємств важкої промисловості. Повстання гобітів і відновлення доіндустріального Шира може бути трактоване як порада «добровільної простоти», що може слугувати ліками проти проблем сучасного суспільства. Саруман — персонаж, відповідальний за забруднення Шира, що сподвигнув власника мирного зернового млина на перетворення його на димну й брудну фабрику, частково отримав назву від Сархоульського млина, неподалік від якого Толкін провів «найбільш ідилічний період» свого дитинства. «Перш ніж мені виповнилося десять років, — писав Толкін у своїй Передмові до „Володаря Перснів“ — у ті дні, коли автомобілі ще були рідкістю (…), та й приміські залізниці ще тільки будувались, — в ті дні місцевість, де стояв наш будинок, була спотворена наступом машинерії. Недавно я натрапив на фотографію в газеті: руїни пам'ятного для мене водяного млина на березі ставка. Треба визнати, що молодий мірошник мені ніколи не подобався, зате старий мав чорну бороду, і звали його не Сендімен (в оригіналі перекладу — Охряк)…».
Крім того, слід відзначити, що Західний Мідландс слугував прототипом не лише Ширу, але й (тоді він називався Мерсія) королівства Роганська марка.

## Населення
Населення Ширу складали нащадки трьох племен гобітів:
хутроноги — смагляві і невеликі зростом, вихідці з Імлистих гір, вони довше від усіх зберігали звичай рити нори та підземні ходи;
стурси — коренасті великорукі та великоногі вихідці з долини Андуїну, до цього племені в юності належав і багаторічний власник Персня Смеагол;
біляки — світлошкірі та русяві, найвищі з від усіх, змішавшись з іншими гобіти, що походили від біляків ставали вождями інших, біляцька порода тривалий час відчувалась у таких сімействах як Туки та Брендіцапи.

## Заснування Ширу
Заснування Ширу припадає на 1601 рік Третьої Епохи, коли вожді народу гобітів, що переселялись з поселення Брі, брати-біляки Марчо і Бланко отримали від короля Артедайну Аргелеба ІІ грамоту на землі від мосту через Брендівинну до Далеких пагорбів на заході. Від цієї дати починається Літочислення Ширу і таким чином події Третьої Епохи в літочисленні ельфів та дунаданів можна вирахувати, додавши до року Літочислення Ширу число 1600.
В обмін на землі гобіти зобов'язувались доглядати мости й дороги краю і допомагати королівськім гінцям.
Коли через триста років останній оплот Арнору Форност впав під ударами Короля-Чаклуна — володаря Ангмару, Шир став фактично незалежним краєм. Управляли країною тани, котрі номінально представляли королівську владу. Першим таном Ширу був проголошений Цаппа з Прилук у 379 р. Літочислення Ширу (1979 р. Третьої Епохи) і булава тана триста років перебувала в руках його родини, а потім перейшла до Туків.

## Географія
Згідно з «Прологом до „Володаря Перснів“» територія Ширу простягається на 40 ліг (що відповідає приблизно 120 милям, або 193 кілометрам) від Брендівиннського мосту до Далеких пагорбів та на 50 ліг (150 миль або 241 кілометрів) від північних боліт до південних трясовин. Як передає Толкін у своєму есе стосовно «перекладу давніх сказань», площа країни складає 18 000 квадратних миль (47 000 квадратних кілометрів).
Межі території Ширу складали: північна — пагорби в центрі стародавнього королівства Арнор; східна — річка Брендівинна (гобітська адаптація ельфійської назви Барандуїн); південна — плавні річки Межевої (притока Барандуїну); західна — Білі пагорби. Згодом гобіти заснували дві колонії — виселки Цапів Край на лівому березі Барандуїну біля Старого Пралісу та у Четверту Епоху — Західне Пограниччя (околиця) між Білими та Вежовими пагорбами (Емін-Берайд).
Територія краю поділялась на чотири чверті (англ. Farthings, в деяких перекладах — «уділи») — Північну, Західну, Східну та Південну; до складу яких не входили вищезгадані Цапів Край і Західне Пограниччя. На Східній Дорозі стояв Межовий Камінь Трьох Чвертей (англ. Three Farthing Stone), що позначав стик територій Західної, Східної і Південної чвертей.
Крізь Шир проходили велика дорога, що з' єднувала Ліндон та Сині гори з горою Еребор та містами Дейл і Есгарот, нею користувалися ельфи, що відходили в Сірі Гавані та гноми, які йшли до своїх старих копалень у Еред-Луїн (Синіх Горах), однак гобіти з ними не підтримували зв'язків.

### Регіони Ширу

#### Північна Чверть
Північна Чверть (англ. Northfarthing) — найпівнічніша і найменш заселена частина Ширу. Єдине місце, де бувають холодні зими з сильними снігопадами. На землях Північної чверті вирощували ячмінь.
Довгий Яр, Довгий Ліг, Довга Улоговина (англ. Long Cleve) — поселення північної гілки клану Туків нащадків Бандобраса Бикорева, що оселились там після битви на Зелених Ланах (1147 р. Л. Ш. — 2747 р. Т. Е.).
Твердопляшка (англ. Hardbottle) — село, місце мешкання родини Шлейколямкин (Bracegirdle), звідки походила Лобелія Кошіль-Торбин.
Твердопнистий Ліс (англ. Bindbole Wood) — найбільший лісовий масив Ширу. Назва походить від bole («стовбур») і означає «перекручені стовбури», що свідчить про його густоту.

#### Західна Чверть

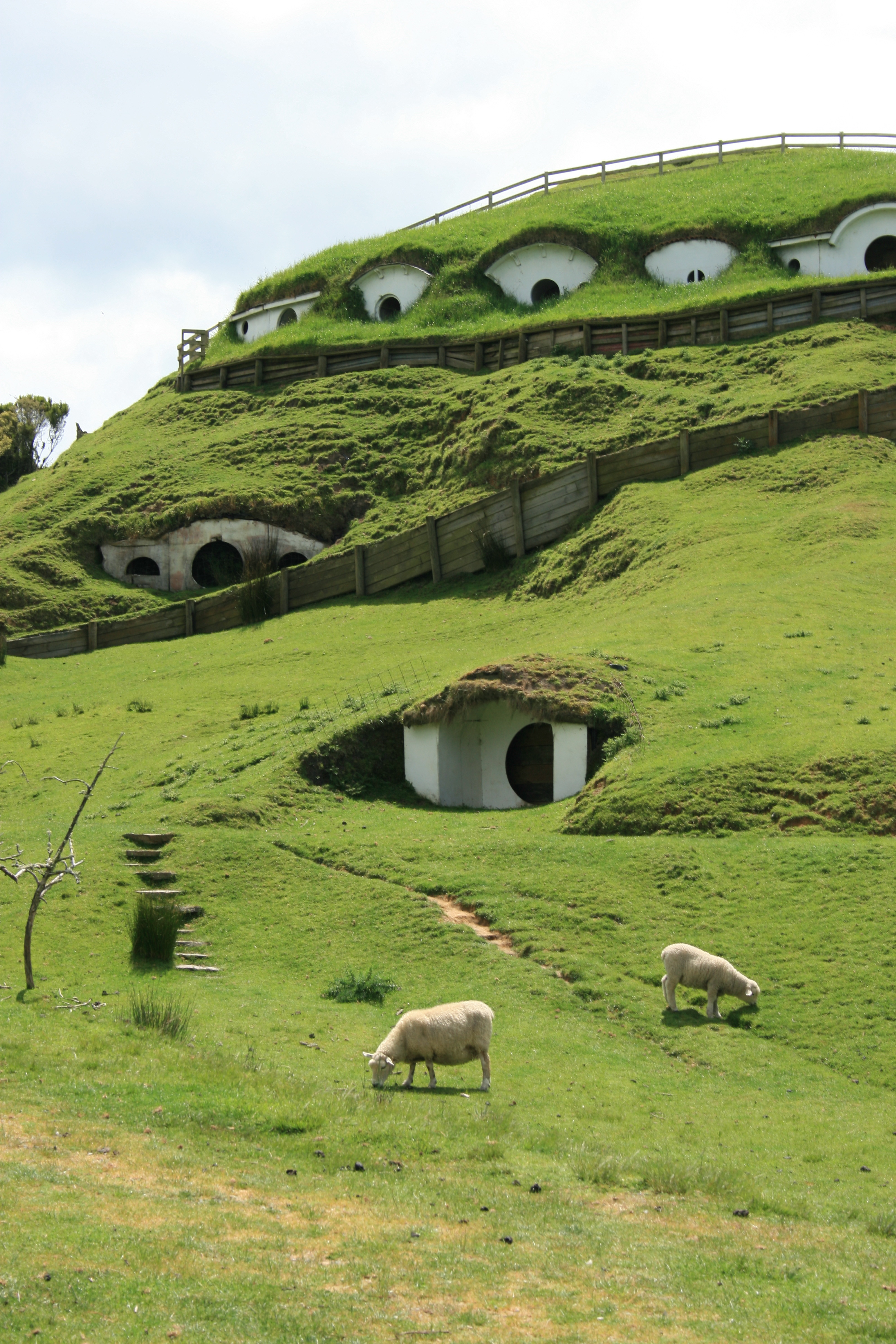
Гобітон у Новій Зеландії

Західна Чверть (англ. Westfarthing) — найбільша з чвертей, що простяглася від Межового Каменя до Білих Пагорбів на заході.
Великий Ритів на Білих Пагорбах (англ. Michel Delving on the White Downs; варіанти перекладу «Мічел Делвінг», «Землерійськ» та «Грабарня») — назва означає «Великі Ями». Столиця і найбільше місто країни, резиденція мера Великого Ритова та всього Ширу — виборної посади, що протягом останніх століть набула реальної влади (у тана лишились тільки представницькі повноваження).
Малий Ритів (англ. Little Delving; у деяких перекладах «Малорийка») — село на Білих Пагорбах, розташоване на північ від Великого Ритова.
Розпуття (англ. Waymeet) — село на перетині Великого Західного Шляху до Сірих Гаваней та Великого Південного Шляху, що вів до Сарнського броду на Брендівинній, який виконував функції переправи до зведення Брендівиннського мосту.
Ту́кборо (англ. Tookborough) — селище, де розташоване родове помістя Туків — Великі Сміали, в яких жили тани Ширу.
Го́бітон (англ. Hobbiton) — містечко уздовж річки Водь (англ. The Water; у деяких перекладах — «Річка», «Ручай»), де починається і закінчується дія «Гобіта» і «Володаря Перснів». Саме тут на Пагорбі (англ. The Hill, варіанти перекладу «Круча», «Пригірок») Бунго Торбином було збудовано сміал Торба-на-Кручі (англ. Bag-End; варіанти перекладу «Бег-Енд», «Торбин Кут»), де мешкали його син Більбо Торбин, племінник Більбо Фродо Торбин та Сем Гемджі. Біля підніжжя Пагорба розташовано провулок Торбин Узвіз (англ. Bagshot Row, варіант перекладу — «Бегшот-Роу»). Назву Hobbiton має і село в Новій Зеландії, штучно створене спеціально для зйомок трилогії «Володар Перснів» і «Хоббіт».
На лівому березі річки Водь з північного боку розташовано Водяний Млин з великим колесом (англ. The Mill) та просторим двором позаду нього, котрими володіли мірошник Пісочник та його син Тед. У 3018 р. Т. Е. (1418 р. Л. Ш.) Лото Кошіль-Торбин викупив млин, зруйнував його, звівши на тому місці потворну будівлю з червоної цегли з різноманітними коліщатками, пристосуваннями та великою трубою, котра викидала густий ядучий дим. З нового млина в річку виливався бруд. Керували роботю млина люди з півдня, а Тед Пісочник залишився допомагати їм. Коли у вересні 3019 р. (1419 р.) до Ширу прибув Саруман зі своїм слугою Гримою Гадючим Язиком на новому млині помол зерна було взагалі припинено, перевівши його на індустріальне виробництво невідомо чого з гучним грюкотом і стукотом. Після повстання гобітів проти саруманових бандитів (напівлюдей-напіворків) яке очолили члени Братства Персня, що повернулися, і котре завершилося перемогою у битві під Байуотером 3 листопада 3019 р. (1419), загибелі Сарумана та його слуги, будівлю було знесено і відбудовано старий млин.
Поріччя (англ. Bywater, у деяких перекладах — «Приводдя», «Байуотер») — село на березі річки Водь розташоване на Східній дорозі. Відоме двома своїми тавернами «Зелений Дракон» (англ. The Green Dragon) та «Кущ Плюща» (англ. The Ivy Bouch). Неподалік від села 3 листопада 3019 р. (1419) відбулась остання битва Війни Персня.
Очеретяна Твань (англ. Rocher Bog) — заболочена місцевість на річці Водь розташована на південь від містечка Голконори.
Голконори (англ. Needlehole) — село на березі річки Водь неподалік від межі Північної Чверті.

#### Південна Чверть
Південна Чверть (англ. Southfarthing) — південна частина Ширу, межує зі Західною і Східною Чвертями.
У цій частині Ширу вирощували тютюн, оскільки м' який клімат краю сприяв його розведенню. Також у Південну Чверть іноді заходили люди.
Довгий Діл (англ. Longbottom) — саме тут в часи тана Ізенгріма ІІ в 1070 р. Л. Ш. (2670 р. Т. Е.) Тобольд Дудар (у деяких перекладах «Горнблоуер», англ. Hornblower) у своєму садочку вперше виростив тютюн («люлькове зілля»).
Зелені Пагорби (англ. Green Hill Country) — пагорбова місцевість у Західній, Південній та Східній Чвертях. Під час узурпації влади Лото Кошіль-Торбином та окупації Ширу людьми Сарумана Туки на чолі з таном Паладіном ІІ стали чинити опір на Зелених пагорбах і ніхто з саруманових бандитів не зміг захопити їх.
Межові болота (англ. Overbourne Marshes) — болотиста місцевість на західному березі Барандуїну напроти гирла Верболозки. Через ці болота річка Межева (Межова, Ширборн) впадає у Барандуїн.
Сарнський Брід (англ. Sarn Ford) — кам'яний брід через річку Барандуїн (Брендівинну), що слугував переправою ще до побудови в час розквіту Північного королівства Брендівинського мосту. Дорога до нього вела від Великого Східного Шляху біля Розпуття. Після перетину броду зустрічалася з Зеленим Шляхом. Брід охоронявся слідопитами Півночі, однак у вересні 3018 р. вони не змогли встояти перед натиском назгулів. Частина слідопитів втекла на північ і була перебита назгулами, що переслідували їх. Інші протягом дня утримували брід, але вночі були зметені і Примари Персня прорвались до Ширу.

#### Східна Чверть
Східна Чверть (англ. Eastfarthing) — простягалася від Межового Каменя до мосту через Брендівинну, нижче — до Цапова Краю.
Жаб'є (англ. Frogmorton) — село на Великому Східному Шляху. Там розташовувався трактир «Плавуча колода». У Жаб'єму Фродо, Сем, Меррі й Піппін були заарештовані ширифами після свого повернення до Ширу.
Малі Борозни (англ. Whitfurrows) — село на Великому Східному Шляху.
Прилуки (англ. The Marish) — сільськогосподарська місцевість з родючим, проте трохи заболоченим ґрунтом. Заселена гобітським племенем стурсів через тридцять років після заснування Ширу. Тут проживала перша династія танів Староцапи, а їхні нащадки Брендіцапи залишались найшанованішою родиною. Фермер Меггот жив у Прилуках на хуторі Бамферлонг.
Колодяне (англ. Stock) — найбільше містечко Прилук, напроти якого був розташований Барандуїнський пором. У Колодяному знаходилась таверна «Золоте сідало», знаменита на всю Східну чверть своїм пивом.
Ель (англ. The Yale) — низовинні сільськогосподарські землі біля дороги від Великого Східного Шляху на Колодяне.
Лякливе (англ. Scary) — село, розташоване біля підніжжя Скаркових пагорбів. З Лякливого в Білозем вела дорога, що перетинала річку Водь через Овечий Брід. У каменярнях біля Лякливого під час Війни Персня сарумановими бандитами було заховано чимало їжі, яку потім було знайдено і використано на святкуванні Дня Середини Літа.
Лісовий Кут (англ. Woody End) — великий лісовий масив, розташований північніше села Лісовий Дім, де у вересні 3018 р. Фродо Торбин, Сем Гемджі та Піппін Тук переховувались від Чорного Вершника і зустрілись з ельфами Ґілдора.
Лісовий Дім (англ. Woodhall) — село на північно-східній окраїні Лісового Куту.
Глибокошани (англ. Deephollow) — село біля місця впадання Межової річки в Барандуїн. Через нього проходить дорога на Вербодонне.
Вербодонне (англ. Willowbottom) — село на південній окраїні Лісового Куту, біля місця впадання Будякового Струмка в Межову. З'єднується дорогою з Глибокошанами.

#### Цапів Край
Цапів Край (англ. Buckland, варіанти перекладу — «Забоччя», «Бакланд», «Бакленд») — прикордонна територія, розташована на лівому березі Барандуїну впритул біля Старого Пралісу, відгородженого Живоплотом, що починалась біля мосту і закінчувалась біля гирла Верболозки, де розташовувалось невеличке село Запліття. Головним входом у Цапів Край з півночі були Ворота в Живоплоті, що виходили на Великий Східний Шлях, котрий вів у Брі.
Цапів Край було засновано у 2340 р. Т. Е. (740 р. Л. Ш.) Горенандом Староцапом з Прилук, що переселився з родиною та частиною населення на лівий берег Барандуїну і став будувати великий маєток Бренді-Хол. Нащадки Горендада, що змінили прізвище на Брендіцап, були правителями Бекланду.
Населення краю складали нащадки племені стурсів, що різко відрізнялись від безтурботних мешканців решти Ширу, оскільки жили поруч зі Старим Пралісом та диким краєм. У Цаповому Краю на ніч замикали двері, вміли добре володіти зброєю і при перших ознаках ворожої навали були готові відбити напад. Також тамтешні гобіти вміли плавати човнами та плотами займались рибальством.
Живопліт (англ. the Hedge) — жива огорожа з впритул посаджених дерев, що відгороджувала Цапів Край від Пралісу. У Живоплоті були єдині Ворота, що являли собою зачинюваний підземний хід.
Брендінори (Bucklebury; у деяких варіантах перекладу Ногроди; Зайгорд) — головне містечко Цапового Краю, де на Пагорбі розташовувався велетенський сміал Брендіцапів Бренді-Хол.
Новостани (англ. Newbury) — село на півночі Цапового Краю
Запліття (англ. Haysend) — сільце біля гирла Верболозки.
Ельфів Постій (англ. Standelf) — село на півдні Цапового Краю.
Бекландський пором (англ. Bucklebury Ferry) — великий пліт для переправи через Барандуїн. Спеціального перевозу не було, оскільки гобіти Бекланду всі вміли правити ним. Дорогою до нового будинку в Струмковій балці Фродо Торбин, Перегрін Тук, Меріадок Брендіцап та Сем Гемджі сіли на пором і стали переправлятись на лівий берег, випередивши назгулів, яким довелось скакати двадцять миль до Барандуїнського мосту.
Струмкова Балка (англ. Crickhollow) — невеличке село в Цаповому Краю, де було куплено будиночок для Фродо після продажу Торбиного Кута. Після відходу членів Братства Персня там оселився Фредегар Бульбер. Також у тому будиночку після звільнення Ширу від людей Сарумана деякий час жили Меріадок Брендіцап та Перегрін Тук.

#### Західне Пограниччя
Західне Пограниччя (англ. Westmarch) — земля між Білими та Вежовими пагорбами. Була дарована гобітам королем Возз'єднаного королівства Арнору і Гондору Елесаром Ельфінітом у 1452 р. Літочислення Ширу (30 р. Четвертої Епохи). Старша дочка Семуайза Гемджі Еланор Ясна вийшла заміж за Фастреда з Травгольма. Вони оселилися у Підгорах (англ. Undertowers). Їх нащадки відомі як Ферберни (англ. Fairbairns) стали Вежовими Сторожами Західного Пограниччя. «Багряна Книга Більбо та Фродо Торбинів» стала зберігатись у них і стала відома як «Багряна книга Західного Пограниччя».

## Політичний устрій Ширу

### Тани
Як уже зазначалося, Шир поділявся на чотири чверті та два виселки; в свою чергу чверті ділились на округи: Прилуки, Ель тощо. Найвищу владу в Ширі мав тан, що номінально вважався королівським намісником (хоч після кінця Артедайну і загибелі Арведуї в 1975 р. на землях Еріадору влади короля більше не було, а прислів'я «Коли король повернеться» мовило про виконання порожньої обіцянки або непокаране зло), і виконував функції голови загального зібрання та воєводи, збирав гобітське нерегулярне ополчення у випадку воєнної небезпеки, що для Ширу було рідкістю.
З 1979 р. по 2340 рр. Т. Е. (379 по 740 рр. Л. Ш.) танами ставали старійшини роду Староцапів, а пізніше — Туків (першим таном з роду Туків був Ізумбрас І).

#### Тани Ширу, що згадуються в генеалогіях Багряної книги[6]
- Ізенгрім ІІ (десятий тан з роду Туків) 1020—1122 рр. Л. Ш.
- Ізумбрас ІІІ син Ізенгріма ІІ 1066—1159
- Ферумбрас ІІ син Ізумбраса ІІ 1101—1201
- Фортінбрас І син Ферумбраса І 1145—1248
- Геронтіус Старий Тук син Фортінбраса І 1190—1320
- Ізенгрім ІІІ син Геронтіуса (1232—1330)
- Ізумбрас IV брат Ізенгріма ІІІ (1238—1339)
- Фортінбрас ІІ син Ізумбраса IV (1278—1380)
- Ферумбрас ІІІ син Фортінбраса ІІ (1316—1415)
- Паладін ІІ троюрідний брат Ферумбраса ІІІ (1333—1434)
- Перегрін І син Паладіна ІІ 1340—1484
- Фарамир І син Перегріна І 1430

Після відродження королівства Арнор у 3019—3020 рр. Т. Е. (в династичній унії з Гондором) посаду тана став затверджувати король.

### Мер Великого Ритова
Протягом останніх століть реальна влада в країні перебувала в руках мера Великого Ритова («Мічел Дельвінга»), що обирався раз на сім років під час Вільного Ярмарку на Білих пагорбах, протягом чотирьох літніх днів, котрі у гобітів ділили рік навпіл і мали назву «прилипки». Мер очолював пошту та службу ширифів, а також керував урочистостями під час доволі частих свят. В час що передував Війні Персня мером був Віллі Білоніг, наприкінці 3019 — до кінця літа 3020 рр. Т. Е. (1419—1420 рр. Л. Ш.) функції мера виконував Фродо Торбин, з 7 по 56 роки Четвертої Епохи (з 1427 по 1476 рр. Л. Ш.) мером сім разів обирався Семуайз Гемджі.
Поліцейські функції у Ширі здійснювали ширифи (shirriffs, від Shire і sheriff), що мали єдину відзнаку — капелюх з пером і були швидше сторожами, ніж поліціянтами. Всього їх було дванадцять — по три у кожній чверті та нерегулярний прикордонний загін, який охороняв межі від чужинців. Під час недовгого головування Лото Сумосел-Торбина (фактичного володарювання Сарумана) число ширифів значно зросло, однак після битви при Байуотері їх повернули до попередньої кількості.
Регулювали норми життя в країні Правила, що походили від арнорських законів. У період окупації сарумановими бандитами їх зробили значно жорсткішими, проте після розгрому банд усі нововведення було скасовано.

## Історія
Для більшості народів до часів Війни Персня гобіти й Шир не викликали великої уваги. Тож історія Ширу є не дуже багатою на події. Проте окремі роки лихоліття не могли обійти стороною країну гобітів.
У 1636—1637 рр. Т. Е. (36 — 37 рр. Л. Е.) — Велика Чума забрала життя значної частини населення.
У 1974 р. Т. Е. (374 р. Л. Ш.), під час останньої війни Артедайну з Ангмаром, Шир також зазнав спустошення від ангмарців, однак більшості гобітів пощастило вижити. За твердженнями ширських літописів, на оборону Форноста від навали Ангмару виступило гобітівське ополчення (щоправда хроніки ельфів та людей не підтверджують цього). Додому з них не повернувся ніхто. Також гобіти брали участь у поході ельфів Ліндону, армії Гондору під командуванням Еарніла та вцілілих арнорців на чолі з Аранартом проти ангмарського Короля-Чаклуна.
У 2747 р. (1147) орда орків з гори Грам (Імлисті Гори) вторглася в Північну чверть. У битві при Зеленопіллі ополчення гобітів на чолі з сином тана Бандобрасом Туком на прізвисько Бикорев розбивають орків.
2758—2760 (1158—1160) Довга зима і голод, що настав після неї, поставили населення Ширу на межу повного вимирання. На поміч гобітам приходить Гандальф.
2911—2912 (1311—1312) — в Люту зиму по кризі замерзлого Барандуїну з півночі прийшли білі вовки. Ополчення Цапового Краю відбиває натиск зголоднілих звірів.
3018 — 3019 (1418—1419) — Саруман руками Кошіль-Торбинів та інших нечесних гобітів захоплює владу над Широм. Люди Сарумана поступово проникають в Шир і встановлюють там прямий диктат.
Осінь 3019 (1419) — хранителі персня повертаються додому.
3 листопада 3019 (1419) хранителі піднімають повстання у Ширі. Битва при Приводді (Байуотері) і розгром загарбників. Загибель Сарумана і кінець Війни Персня.
6 р. Ч. Е. (1427) — король Елесар своїм едиктом підтвердив свободу Ширу під покровительством Скіпетра Півночі і заборонив людям перетинати його кордони без дозволу місцевого населення. Навіть сам король не з'являвся в Ширі, зустрічаючись зі своїми друзями біля Брендівиннського мосту.

## Економіка
Протягом всієї Третьої Епохи Шир — цілком сільськогосподарська країна, мисливство у гобітів було розвинуто слабко, а рибальством займались переважно мешканці області Прилуки та Цапового Краю. М'який сприятливий клімат, родюча земля та працелюбність мешканців були причиною високих врожаїв і, окрім періоду, що настав після Довгої Зими, землі Ширу не знали голоду. У Північній чверті вирощували ячмінь, з якого, зокрема, варили чудове пиво. На півдні росли виноградники, котрі давали прекрасне вино. Також з 2670 р. Т. Е. (1070 р. Л. Ш.) у цьому краї вирощували тютюн більш відомий під назвою «люлькове зілля», найвідомішими сортами якого були «Листя Довгого Долу», «Старий Тобі» та «Південна зоря». Звідки Тобольд Дудар (чи «Горнблоуер») взяв тютюн невідомо, можливо він знайшов його у Брі, де дикий вид цієї рослини росте і нині. Саме гобіти (пальму першості тут швидше за все тримають гобіти Брі) навчили палити інші народи: гномів, слідопитів Півночі, магів, гондорців тощо.
З промислового виробництва у країні були присутні лише невеличкі підприємства, що виробляли продукти харчування (млини) та предмети побуту і сільськогосподарського вжитку (кузні, канатні та возові майстерні тощо).
«Індустріалізація» країни за час короткого панування Сарумана та його слуг несла шкоду, а не користь і тому не прижилася.

## Культура
Хоч гобіти у давнину і мали контакти з ельфами, людьми та гномами, тривалий час вони жили у самоізоляції. Старі свої мови та наріччя гобіти забули і наприкінці Третьої Епохи розмовляли виключно на вестроні. Від своїх колишніх мов вони зберегли лише декілька слів, що близькі до мови Рогану, це назви місяців, тижнів, днів; слова сміал («нора»), маттом, власні імена і топонімічні назви. Походження терміна гобіт забуте, є припущення, що спочатку так називали хутроногів стурси та біляки і це було скорочення роганського слова гол-бітла — «мешканець нір».
Своїх релігійних вірувань гобіти не мали.
Від початку усі гобіти копали сміали (нори), вони і нині вважають, що жити під землею найкраще всього. Проте наприкінці Третьої епохи у сміалах жили лише найбагатші і найбідніші прошарки населення. Бідняки мешкали в грубих землянках, без вікон або з одним вікном; а багачі за стародавнім звичаєм викопували собі підземні хороми. Оскільки для великих сміалів потрібні були пагорби, то на рівнинах стали з'являтись наземні будинки з цегли та дерева. Згодом і у таких старих поселеннях як Великий Ритів, Гобітон, Тукборо стали виникати наземні будівлі.
У столиці Ширу Великий Ритів розташований «Маттом-дім» — своєрідний музей артефактів (зокрема старовинної зброї). Слово маттом у гобітів означало, як правило, речі, котрих дівати було нікуди, а викинути шкода. Багато подарунків, що переходили з рук в руки відносились до цієї самої категорії.
Точні й природничі науки в Ширі як і в усьому Середзем'ї розвинуті слабко. Проте наявні низка прикладних робіт як — от «Великий травник Ширу» авторства Меріадока Брендіцапа присвячений палінню тютюну серед гобітів. Більшого рівня розвитку досягли гуманітарні знання як — от історія, легенди та перекази і звичайно генеалогії гобітських родів.
Сплеск тяги до історії пов' язаний з тією роллю яку зіграли гобіти у Війні Персня наприкінці Третьої Епохи; з початку Четвертої Епохи було написано чимало хронік та літописів, найвідомішою з яких була Багряна книга Західного Крома, формуються бібліотеки у Великому Сміалі, Бренді-Енді та Західному Кромі.
Серед інших робіт також слід відзначити переклади з ельфійської виконані Більбо Торбином у трьох томах та філологічний трактат Мері Брендіцапа «Давні поняття та імена Ширу», а також його хронологічна робота «Літочислення».